# Ignazio Abate
Ignazio Abate (Sant'Agata de' Goti, 12 de novembro de 1986) é um ex-futebolista italiano que atuava como lateral-direito.

## Carreira
Formado nas categorias de base do Milan, rodou por diversos clubes italianos até retornar em 2009, depois de uma boa passagem pelo Torino. Titular na equipe comandada por Massimiliano Allegri, o jogador foi peça fundamental na conquista da Serie A de 2010–11.
Já pela Seleção Italiana, representou o país nas Olimpíadas de 2008, na Euro 2012, na Copa das Confederações de 2013 e na Copa do Mundo de 2014. No total, realizou 22 partidas e marcou apenas um gol pela Azzurra.

## Títulos
Milan
- Serie A: 2010–11
- Supercopa da Itália: 2011 e 2016